# Route nationale 19 (Luxemburg)
Die Route nationale 19, kurz N 19, ist eine luxemburgische Nationalstraße, die Bettendorf-Bliesbrück mit Reisdorf verbindet und nur innerhalb des Kantons Diekirch verläuft.

## Aktueller Verlauf
Die N 19 beginnt im Kreisverkehr am interkommunalen Klärwerk SIDEN kurz hinter der die Kantonalgrenze und Bliesbrücke, durch den auch die N 17 verläuft.
Die Trasse wurde immer direkt entlang der Sauer gehalten und durchquert Bettendorf und Moersdorf (Kommune Rosport-Mompach) in Richtung Echternach, wo sie in die N 10 mündet und nach 6,3 km Gesamtlänge endet.

## Historische Entwicklung der N 19
In 1843 ist erstmalig eine Straße zwischen Echternach und Wasserbillig im Amtsblatt Luxemburg – dem Mémoprial – beschrieben:
Planung und Bau der Straße wurden etappenweise zwischen 1851 und 1858 realisiert:
- Mémorial A57/1851[1]
- Mémorial A56/1854[2]
- Mémorial A26/1855[3]
- Mémorial A19/1856[4]
- Mémorial A39/1857[5]

Mittels großherzoglich-königlichem Beschluss vom 9. April 1858 wird die Straße endgültig deklariert als „route de l’État le chemin d’Echternach à Wasserbillig“ Mémorial A11/1858
Die N 19 wurde später zweimal aus Richtung Echternach in Richtung Diekirch verlängert und in zwei Teilabschnitte aufgeteilt:
- Echternach / Wasserbillig
- Echternach / Diekirch. (Inbetriebnahme) zwischen 1859 und 1867 (Mémorial A40/1859 / Mémorial A8/1862 / Mémorial A22/1864 / Mémorial A27/1865 / Mémorial A14/1867).

Die Abschnitte dieser Straße ersetzten die nachfolgend aufgeführten Vicinalstraßen:
1. Vicinalstraße N° 56 zwischen Echternach und Wasserbillig
2. Vicinalstraße N° 118 zwischen Diekirch und Echternach
3. Vicinalstraße N° 119 zwischen Diekirch und Wallendorf.

Ein Teilabschnitt dieser Straße ist im Jahre 1874 als CR 16 gewidmet, analog zum Teilabschnitt zwischen Diekirch und Reisdorf.
Vor 1958 wurde die N19 auch als „Sauerstraße“ bezeichnet,
Ende der 1940er Jahre wurde ein geänderter Teilabschnitt „Traversée de Bettendorf“ in Betrieb genommen; der alte Straßenverlauf wurde als N19 umgewidmet; mit Inkrafttreten des Gesetzes vom 5. Mai 1958 wurde dieser Teilabschnitt zwischen Reisdorf und Wasserbillig jedoch in N 10 umnummeriert.
weitere Veränderungen:
- 1872–1874: Verbreiterung der Straße von Echternach nach Diekirch (Mémorial A28/1872 / Mémorial A35/1874)
- 1875: Bau der Sauerbrücke bei Wallendorferbrück und Wallendorf

## Bildergalerie

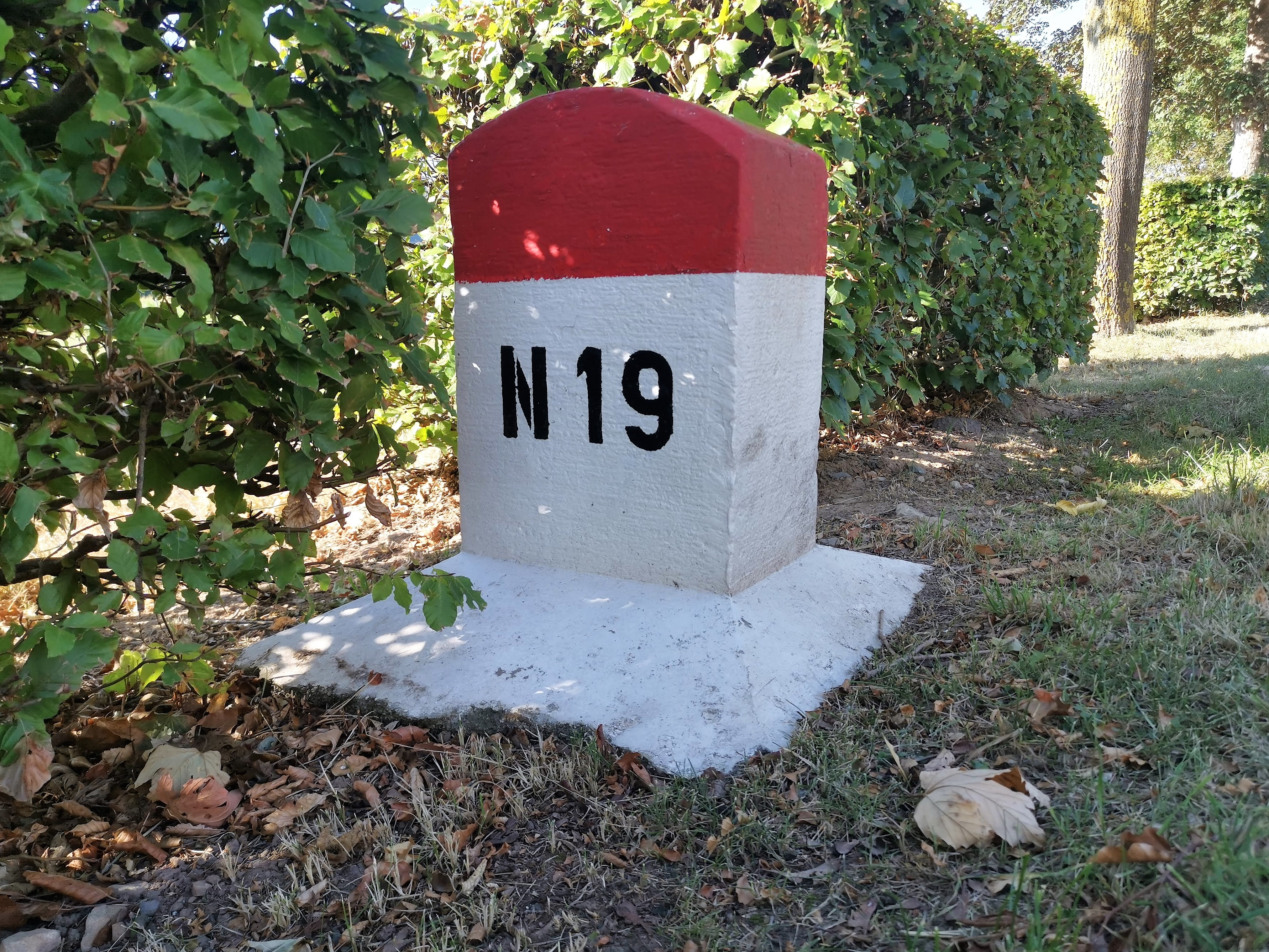
Stundenstein an der N19 bei Bettendorf